# Věra Pospíšilová-Cechlová
Věra Pospíšilová-Cechlová (Litoměřice, 19. studenog 1978. - ) češka je atletičarka, natjecateljica u bacanju diska i kugle. Osvajačica je bronce na Olimpijskim igrama 2004. u Ateni i bronce na Svjetskom prvenstvu u atletici 2005. u Helsinkiju.
Osim dvije seniorske bronce i srebra sa Svjetskih atletskih finala 2007. u Stuttgartu, na Europskom prvenstvu do 23 godine 1999. u Göteborgu također je osvojila brončano odličje. Višestruka je osvajačica Češkog državnog prvenstva u atletici. 
Na Olimpijskim igarama 2008. u kineskom Pekingu osvojila je 5. mjesto bacivši 61,75 m. Četiri godine kasnije, na Olimpijskim igrama 2012. u Londonu, u kvalifikacijama je bacila 55,00 metara i ostala bez ulaska u završnicu (17. mjesto).
Visoka je 176 centimetara i teška 80 kilograma Njezin osobni rekord u bacanju diska iznosi 67,71 metara, a u bacanju kugle 16,92 metra.

## Vanjske poveznice
- (engl.) Věra Pospíšilová-Cechlová  Arhivirana inačica izvorne stranice od 12. kolovoza 2011. (Wayback Machine) u internetskoj bazi športaša sports-reference.com